# Biology
Biology was een Amerikaanse indierockband die was gecontracteerd bij Vagrant Records.

## Bezetting
- Francis Mark[2] (leadzang, ritmegitaar, piano)
- Josh Newton[3] (leadgitaar, achtergrondzang)
- Dan Duggins (drums)
- Cornbread Compton[4] (drums)
- Brian McTernan[5] (basgitaar, ritmegitaar)

## Geschiedenis
Biology was een creatie van From Autumn To Ashes-drummer Francis Mark (gitaar en zang), Every Time I Die-bassist Josh Newton (gitaar), producent Brian McTernan (bas) en Cornbread Compton en Engine Down (drums). Francis Mark staat bekend als de lichtere, meer melodieuze kant van From Autumn To Ashes en de muziek van Biology weerspiegelt dit duidelijk. Making Moves, het enige album van Biology, werd op 27 september 2005 uitgebracht via Vagrant Records. Biology kondigde op 4 april 2008 de ontbinding aan.